# Tecnoplant
Tecnoplant SA est une entreprise argentine de biotechnologie spécialisée dans la production végétale. C'est une filiale du groupe pharmaceutique Sidus.
Cette société, créée en 1992 sous la forme d'une division de biotechnologie végétale du groupe Sidus, est la pionnière en Argentine de la culture tissulaire de végétaux et s'est développée dans la sélection et la multiplication en masse d'espèces végétales d'importance économique.
Elle produit des plants de diverses espèces, notamment myrtilles, framboisiers, vigne, canne à sucre, pomme de terre, et plantes ornementales (fougères, bégonias, syngonium, etc.), en certifiant les caractéristiques variétales et la qualité sanitaire.
Elle se développe également dans la création de plantes transgéniques, la recherche sur la production de biomolécules d'origine végétale utilisables en médecine humaine, ainsi que sur la récupération d'espèces indigènes menacées d'extinction.
Tecnoplant a présenté aux autorités argentines deux demandes d'autorisation de mise sur le marché à l'échéance 2012 pour des pommes de terre transgéniques résistant au virus Y (événements de transformation SY230 et SY233).
Les recherches en cours portent également sur la création de variétés transgéniques de pommes de terre, de canne à sucre et de luzerne résistant aux herbicides.